# Felix Vetter z Lilie
Felix hrabě Vetter z Lilie (německy Felix Graf Vetter von der Lilie; 18. března 1830 Nová Horka – 21. listopadu 1913 Nová Horka) byl rakousko-uherský, respektive moravský politik a velkostatkář.

## Biografie
Narodil se v rodině Vetterů z Lilie usedlé na Moravě od poloviny 17. století. Jeho otcem byl František Vetter, matkou Antonie svobodná paní Braida. Oba rodiče mu ovšem poměrně brzy zemřeli, Felix Vetter z Lilie tak byl vychováván tetou Josefinou Vetterovou, rozenou kněžnou Hohenzollern‑Hechingen. 25. října 1855 se v Opavě oženil s Idou hraběnkou Arz von Arzio‑Wasseg. Následujícího roku převzal rodinný allodní statek Nová Horka. Byl také vlastníkem fideikomisního statku Laško (něm. Tüffer) v dnešním Slovinsku. Do roku 1856 sloužil v armádě, pak se věnoval správě rodového panství.
Byl aktivní v politice. Patřil mezi čelné představitele strany středního velkostatku. V letech 1884-1906 zastával úřad moravského zemského hejtmana a stál v čele Moravského zemského sněmu. V době jeho předsednictví došlo k dohodě o národnostních otázkách mezi českými a německými poslanci, tzv. Moravské vyrovnání.
Ve volbách do Říšské rady roku 1879 získal i mandát v Říšské radě (celostátní zákonodárný sbor), kde reprezentoval velkostatkářskou kurii na Moravě. Mandát obhájil ve volbách do Říšské rady roku 1885 a setrval zde do konce funkčního období sněmovny, tedy do roku 1891.
Bezprostředně po volbách v roce 1879 ho Národní listy řadily mezi konzervativce, zatímco deník Das Vaterland ho uváděl coby ústavověrného ovšem s dodatkem, že Vetter se ještě nevyjádřil ohledně své politické příslušnosti. Po volbách do Říšské rady roku 1885 se uvádí jako člen Coroniniho klubu, oficiálně nazývaného Klub liberálního středu, který byl orientován vstřícněji k vládě Eduarda Taaffeho. V roce 1890 se uvádí jako poslanec bez klubové příslušnosti.
Uspěl i ve volbách do Říšské rady roku 1891, ale ihned po volbách přišel o mandát, protože byl jmenován doživotním členem panské sněmovny (nevolená horní komora Říšské rady). Uváděl se tehdy jako člen Strany středu. Roku 1907 se stal jejím dědičným členem. Byl vyznamenán Řádem železné koruny a velkokřížem Leopoldova řádu.
Jeho syn Mořic Vetter z Lilie byl v letech 1901–1907 předsedou poslanecké sněmovny Říšské rady a v letech 1920–1925 československým senátorem za Německou křesťansko sociální stranu lidovou.